# 1877 na ciência

## Eventos
- Ludwig Boltzmann estabelece derivações estatísticas de muitos conceitos físicos e químicos importantes, incluindo a entropia e distribuição da velocidade molecular em uma fase gasosa.[1]

## Nascimentos
| Data           | Nome            | Profissão | Nacionalidade | Observações                                                 | Ref         |
| -------------- | --------------- | --------- | ------------- | ----------------------------------------------------------- | ----------- |
| 25 de dezembro | Paul Fourmarier | geólogo   | Bélgica       | m. 1970 Medalha de Ouro Penrose 1952 Medalha Wollaston 1957 | [ 2 ] [ 3 ] |

## Mortes
| Data | Nome | Profissão | Nacionalidade | Observações | Ref |
| ---- | ---- | --------- | ------------- | ----------- | --- |

## Prémios
Medalha Bigsby
- Othniel Charles Marsh[4]

Medalha Copley
- James Dwight Dana[5]